# Iraono Lase (Gunungsitoli Alo Oa)
Iraono Lase is een bestuurslaag in het regentschap Gunungsitoli van de provincie Noord-Sumatra, Indonesië. Iraono Lase telt 842 inwoners (volkstelling 2010).